# Burikan (Cawas)
Burikan is een bestuurslaag in het regentschap Klaten van de provincie Midden-Java, Indonesië. Burikan telt 2026 inwoners (volkstelling 2010).